# Monika Mamzeta
Monika Mamzeta, właśc. Monika Zielińska (ur. 1972) – polska artystka wizualna, zajmująca się fotografią; autorka filmów wideo i instalacji multimedialnych.

## Życiorys
Dyplom w pracowni prof. Grzegorza Kowalskiego (1996) na Wydziale Rzeźby warszawskiej Akademii Sztuk Pięknych. Absolwentka słynnej Kowalni prowadzonej przez prof. Grzegorza Kowalskiego, z której wywodzi się całe pokolenie artystów krytycznych, m.in. Paweł Althamer, Katarzyna Górna, Katarzyna Kozyra czy Artur Żmijewski. 
W 2001 ukończyła interdyscyplinarne studia doktoranckie w Szkole Nauk Społecznych przy Instytucie Filozofii i Socjologii PAN. Publikuje teksty z dziedziny feministycznej teorii sztuki (m.in. w „Katedrze”). Ukończyła także studia prawnicze. 
Od 2024 wykładowczyni akademicka na Akademii Sztuk Pięknych w Warszawie. 

## Twórczość
Złożony ze zdjęć i luster obiekt androgyne gyneandros (1996), inspirowany wynalezionym przez Charlesa Wheatstone’a lustrzanym stereoskopem (1838), pozwalał zobaczyć płynnie przechodzące w siebie wizerunki kobiety i mężczyzny. Widoczna kombinacja detali zależała od miejsca patrzenia, co nawiązywać ma do idei gender i transseksualizmu.
W swoich realizacjach Monika Zielińska podejmuje również tematykę związaną z beauty myth (Lebensborn 1999/2001), siostrzeństwem (cykl fotografii z 2001 roku), kulturowymi obciążeniami związanymi z byciem kobietą (Jak dorosnę będę dziewicą 2003), ale także z byciem artystką (Hommage à Witkacy 2001).
Do jej najbardziej znanych realizacji należą: zaprojektowany z Marcinem Górskim dla Przedwyborczej Koalicji Kobiet plakat Bez tytułu [To mi się przejadło] (2001), prezentowany na citylightach firmy AMS; plakat na manifestację 8 marca w Warszawie – Bez tytułu [Moje życie – mój wybór] (2002); a przede wszystkim obecny w przestrzeni publicznej w ramach Zewnętrznej Galerii AMS od listopada 2000 do stycznia 2001 roku billboard genealogia/ginealogia [blizna po matce] (1999). Ta ostatnia praca wchodzi w skład tryptyku dekonstruującego kulturowe/przedmiotowe postrzeganie ciała. Artystka zwraca tu uwagę na biologię nierozerwalnie związaną z kobiecym życiem, a także przywraca matce niejako miejsce w patriarchalnej kulturze – kulturze męskich wartości. Pozostałe dwa plakaty to bez tytułu [To nie jest muszelka] (1999/2001) oraz bez tytułu [Uśmiech] (2003).
Należała do Warszawskiego Aktywu Artystów. Współzałożycielka kolektywu Inne Towarzystwo (razem z: Wojtkiem Gilewiczem, Agatą Groszek, Bartoszem Kokosińskim, Katarzyną Sobczuk, Małgorzatą Widomską), który bardzo aktywnie animuje pozainstytucjonalną scenę sztuki.
Artystka mieszka i pracuje w Warszawie.

## Wystawy

### Wystawy indywidualne
- 2025: Monika Mamzeta. Firma portretowa, Galeria Elektor, Warszawa[4]
- 2023: Change of Life, Fundacja Alina, Warszawa
- 2022: Syreny, Centrum Łowicka, Warszawa
- 2021: ... też Cię kocham, Trafostacja Sztuki, Szczecin[5]
- 2005: Jak dorosnę będę dziewicą, Galeria WAA, Warszawa
- 2003: Mostra di Monika Mamzeta Istituto Polacco di Roma i Casa Internazionale delle Donne, Rzym
- 2002: Bez tytułu [Moje życie - mój wybór] plakat na Manifestację 8 Marca w Warszawie
- 2001: To mi się przejadło (współautor: Marcin Górski) - plakat przygotowany dla Koalicji na rzecz Wyboru Kobiet i eksponowany na 400 citylightach firmy AMS
- 2000: Extra Safe Centrum Sztuki Współczesnej Zamek Ujazdowski, Warszawa; enealogia / ginealogia [blizna po matce] prezentowana od listopada 1999 do stycznia 2000 na 400 billboardach w całej Polsce oraz na bezpłatnych pocztówkach przez Galerię Zewnętrzną AMS
- 1994: Instalacja: Metamorfozy przestrzeni, Galeria Czereja, Kino Stolica, Warszawa

### Wystawy zbiorowe
- 2025: Linia dalekosiężna (razem z: Maria Anto, Karolina Breguła, Zuzanna Janin, Elka Krajewska, Anna Orbaczewska, Anna Panek, Joanna Rajkowska, Katya Shadkowska, Mateusz Szczypiński, Alicja Wahl, Julia Woronowicz, Ewa Zarzycka, Liliana Zeic), Galeria lokal_30, Warszawa[6]
- 2024: Chcemy całego życia. Feminizmy w sztuce polskiej, PGS w Sopocie; Miejsca żywe i wyobrażone, Akademickie Centrum Designu, Łódź; Skutki uboczne, IT: Joteyki 3/55, Warszawa; Egzamin Dojrzałości, Galeria Śmierć Człowieka, Warszawa; Holland Festival 2024, Amsterdam; Revenge Dress, Exit Gallery, Wrocław; Układ Sił, Muzeum im. Anny i Jarosława Iwaszkiewiczów w Stawisku, Podkowa Leśna; Mieszkanie, IT: Joteyki 3/55, Warszawa; A teraz fotografia, Akademia Sztuk Pięknych w Warszawie; Chcemy całego życia. Feminizmy w sztuce polskiej, Państwowa Galeria Sztuki w Sopocie
- 2023: Paulina z cyklu Syreny, Gala Onkofundacji Alivia, Teatr Palladium, Warszawa; Co robimy z resztą dnia?, Pani Domu, Poznań; Feminizm. Sztuka kobiet, Desa Unicum, Warszawa; Communication / communicare, w ramach X Poznań Design Festival, Stary Browar, Poznań; Dziwny Ogród, IT: Galeria, Warszawa; Sztuka dla Ciebie – Zimowe Targi Sztuki, ul. Wolska 44, Warszawa; Wiedźmy, IT: Galeria, Warszawa; POOKAAZ #1 Kuta House x Mamzeta, Galeria lokal 30, Warszawa
- 2022: Z rodziną, IT: Galeria, Warszawa; Bezsenność w Warszawie, A.I.R. Gallery, Nowy Jork, USA; Zbiory, IT: Galeria, Warszawa; Pocałuj żabę, realizacja w ramach projektu Cienie Antropocenu: Tribute dla Odry, Warszawa; 100/300/500 Wystawa na sprzedaż, IT: Galeria, Warszawa
- 2021: Wąż Eskulapa, realizacja w ramach projektu Cienie Antropocenu, Warszawa
- 2020: Tam i z powrotem, Wystawa online, WallGallery.online
- 2019: 100 flag, Galeria Awangarda BWA Wrocław; 100 flag, Centralne Muzeum Włókiennictwa w Łodzi; Nigdy nie namalowałem obrazu, Galeria lokal_30, Warszawa; Pierwsze polskie artystki, Galeria Ścienna, Królikarnia Art Room, Warszawa
- 2018: 100 flag, BWA Warszawa
- 2016: DE-MO-KRA-CJA, Galeria Labirynt, Lublin
- 2015: KOWALNIA, Galeria BWA, Katowice
- 2014: REAL FOCUS - Młoda polska fotografia, Galeria EGO, Poznań; Zaplątani w sztukę. Fotografia_Malarstwo_Rzeźba_Video z kolekcji Joanny i Krzysztofa Madelskich, Muzeum Narodowe w Gdańsku, Oddział Sztuki Nowoczesnej, Gdańsk
- 2012: Uwikłane w płeć/Przedmioty płci i pożądania, Muzeum Miasta Łodzi, Pałac Poznańskich, Łódź; "Wybór narzędzi" - pracownia Grzegorza Kowalskiego, Akademia Sztuk Pięknych, Warszawa; Wystawa artystów epi, Monachium
- 2011: "Dość piekła kobiet" - wystawa z okazji 20-lecia Federacji na rzecz Kobiet i Planowania Rodziny, Galeria Studio, Warszawa; Drżące ciała/ Körper in Aufruhr, daadgalerie, Berlin
- 2010: Gender Check. Kobiecość i męskość w sztuce Europy Wschodniej, Zachęta Narodowa Galeria Sztuki, Warszawa
- 2009: Gender Check, MUMOK, Wiedeń
- 2008: Miesiąc Fotografii w Krakowie, Kraków
- 2007: Poza dobrem i złem, Festiwal Inspiracje, Szczecin
- 2006: Demos Cratos/Władza Ludu, Fabryka Trzciny, Warszawa; Polska Walcząca/Poland Fighting, Galerie Christine Koenig, Wiedeń; Galeria Plakatu Społecznego 1989-2006, XIV Międzynarodowy Festiwal Sztuki Ulicznej. Festiwal, Warszawa; Wystawa WAWART - Artyści Warszawy, Desa Modern, Warszawa
- 2005: Dzień matki, Galeria XX1, Warszawa; W samym centrum uwagi, cz. 1, CSW Zamek Ujazdowski Warszawa[7]
- 2004: Rzeźbiarze fotografują, Królikarnia, Warszawa
- 2003: Biały Mazur, NBK Berlin; Mia100Kobiet, Centralny Dom Qultury, Warszawa; ztuka w mieście, Galeria Plenerowa AMS 1998-2002, Galeria Sztuki Zachęta, Warszawa; Sztuka w mieście, Galeria Plenerowa AMS 1998-2002, Galeria Sztuki Współczesnej Bunkier Sztuki, Kraków; Galeria Zewnętrzna AMS 1998-2002, Galeria Arsenał, Białystok; Sztuka w mieście, Galeria Plenerowa AMS 1998-2002, BWA, Wrocław;
- 2002: Co widzi trupa wyszklona źrenica?, Galeria Zachęta, Warszawa; Seks, sztuka i kasety video, Fundacja Wyspa Progress, Gdańsk; Polska, Teatr Academia, Warszawa; Sztuka w drodze, Tramwaj medialny Grupy AMS, Kraków; Władza Ludu, Galeria Arsenał, Białystok; Moje życie - moja decyzja, Fabryka Norblina, Warszawa; Aktualna fotografia z Polski, Galeria Fotohof, Salzburg; Polska, Teatr Academia, Warszawa
- 2001: Maskarady, Inner Spaces, Poznań; Dobro, Galeria Raster, Warszawa; Sexxx, Galeria a.r.t., Płock
- 1999: Utopia i wizja, CRP Orońsko;
- 1998: Parteitag, Galeria BWA, Katowice; Cymar @ Weimar, Weimar
- 1997: Fotografia ' 96, Pałac Sztuki, Kraków
- 1996: Kobieta o kobiecie, Galeria Bielska BWA, Bielsko-Biała
- 1995: Dualizm przedmiotu, czyli klucz do wieży ciśnień, Wieża Ciśnień, Bydgoszcz
- 1994: Rzeźba z ruchu, Galeria Aspekty, Warszawa

## Życie prywatne
Jest córką profesor nauk prawnych i działaczki społecznej Eleonory Zielińskiej.

## Licencja
- pierwotna wersja tego hasła pochodzi z tomu Tekstylia bis, Korporacja Ha!art, Kraków 2006.